# Ladd (Illinois)
Ladd – wieś w Stanach Zjednoczonych, w stanie Illinois, w hrabstwie Bureau.